# قوات الحلفاء في وسط أوروبا
قالب:SHAPE commandsقالب:SHAPE commands
قيادة القوات المشتركة للحلفاء برونسوم ( JFCBS ) هي قيادة الناتو في برونسوم، هولندا.

## التاريخ

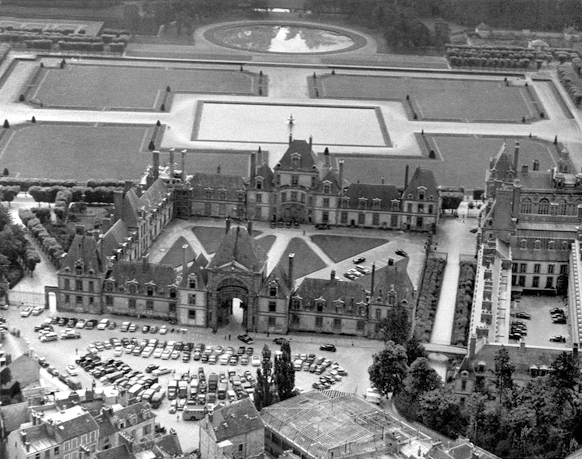
هنري الرابع في قصر فونتينبلو في عام 1965. قبل الحرب العالمية الثانية كانت هذه المكاتب تضم مدرسة المدفعية.

في الأصل، كانت القيادة تعرف باسم المقر الرئيسي، قوات الحلفاء في وسط أوروبا ( AFCENT ) عندما تم تفعيلها في أغسطس 1953 في فونتينبلو، خارج باريس، فرنسا.
بعد تعيين الجنرال دوايت د.أيزنهاور كقائد أعلى للحلفاء في أوروبا (SACEUR) في عام 1950، وجد أن وضع ترتيبات القيادة في المنطقة الوسطى، التي تحتوي على الجزء الأكبر من قوات الناتو، سيكون معقدًا. اعتبر الجنرال آيزنهاور تسمية قائد عام (CINC) للمنطقة الوسطى لكنه سرعان ما أدرك أنه سيكون من الصعب العثور على ترتيب يرضي جميع القوى الرئيسية الثلاث بقوات في المركز - الولايات المتحدة والمملكة المتحدة وفرنسا - لأن وجهات نظرهم حول العلاقة المناسبة بين القوة الجوية والأرضية اختلفت بشكل كبير.
بالاعتماد على تجربته في الحرب العالمية الثانية، قرر أيزنهاور الاحتفاظ بالسيطرة العامة لنفسه ولم يعين CINC للمنطقة الوسطى. بدلاً من ذلك سيكون هناك ثلاثة قادة منفصلين ( لقوات الحلفاء الجوية في وسط أوروبا، وقوات الحلفاء البرية في وسط أوروبا وضابط العلم في وسط أوروبا (FLAGCENT))، وجميعهم يتبعون مباشرة إلى SACEUR. تم تعيين نائب الأدميرال روبرت جوجارد من البحرية الفرنسية كضابط علم وسط أوروبا، وعمل من 2 أبريل 51 حتى 20 أغسطس 1953. في 20 أغسطس 1953، وضع الجنرال ريدجواي، خليفة أيزنهاور، قائدًا عامًا واحدًا (CINCENT) للمنطقة مع قادة ثانويين برية وجوية وبحرية (COMLANDCENT وCOMAIRCENT وCOMNAVCENT على التوالي).